# Hans-Georg Babke
Hans-Georg Babke (* 1951 in Salzgitter-Bad) ist ein deutscher evangelischer Theologe.
Babke studierte von 1970 bis 1976 Theologie und Philosophie. Von 1978 bis 1982 war er Gemeindepfarrer in Goslar-Oker, von 1982 bis 1985 Assistenzreferent in der Bildungsabteilung des Kirchenamtes in Hannover, von 1985 bis 1999 Schulpfarrer am Gymnasium Salzgitter-Bad, von 1999 bis 2001 stellvertretender Leiter des Amtes für Religionspädagogik und Medienarbeit der Evangelisch-lutherischen Landeskirche Braunschweig, seit 2001 Leiter des Amtes für Religionspädagogik und Medien der Evangelisch-lutherischen Landeskirche Braunschweig. 2015 ernannte ihn die Universität Hildesheim zum Honorarprofessor für evangelische Theologie. Er ist verheiratet und hat zwei Kinder. 